# Chymomyza flabellata
Chymomyza flabellata är en tvåvingeart som beskrevs av Toyohi Okada 1981. Chymomyza flabellata ingår i släktet Chymomyza och familjen daggflugor. Inga underarter finns listade i Catalogue of Life.